# Карас, Антон
Антон Карас (нем. Anton Karas, 7 июля 1906 года, Вена — 10 января 1985 года, там же) — австрийский музыкант-импровизатор на цитре, наиболее известный созданием музыки к фильму Кэрола Рида «Третий человек».

## Биография
Антон Карас родился в многодетной рабочей семье смешанного чешско-венгерского происхождения. С детства мечтал стать музыкантом, но семья была неспособна оплатить образование, и Карас работал с 14 лет, параллельно сперва осваивая цитру самостоятельно, а затем беря частные уроки музыки. В 1924—1928 году учился в Венском университете музыки и исполнительского искусства. В 1925 году Карас потерял работу и стал выступать в качестве импровизатора в венских кабачках-хойригерах. Во время Второй мировой войны был призван в вермахт, служил в противовоздушной обороне и на Восточном фронте.
В 1948 году британский режиссёр Кэрол Рид, снимавший в Вене фильм-нуар «Третий человек» и искавший для фильма музыку, которая могла бы передать местный колорит, услышал в одном из кабачков (по некоторым данным, по подсказке игравшего в «Третьем человеке» Тревора Ховарда) игру Караса и пригласил его записать музыку к фильму. Карас выехал в Лондон, где сочинил ряд тем для фильма, а большую часть музыки сымпровизировал непосредственно на озвучивании ленты, глядя на экран. После выхода «Третьего человека» на экран в 1949 году к Карасу пришла всемирная известность, уже к концу года было продано более полумиллиона пластинок с главной темой фильма. Карас отправился в гастрольный тур по Европе, выступив в том числе перед членами британской, нидерландской и шведской королевских семей. Когда в 1950 году «Третий человек» был выпущен и в Австрии, Карас стал национальной знаменитостью.
Тем не менее, музыкант тяготился своей мировой славой и вскоре практически отказался от гастролей по миру, а в 1954 году открыл свой собственный хойригер, быстро ставший популярным богемным и туристическим местом. В 1955 году он выступал на церемонии по случаю получения Австрией суверенитета и изредка появлялся на важных церемониях и концертах в Вене в дальнейшем.